# プルクワ・パ?
プルクワ・パ？（フランス語: Pourquoi pas ?）は、フランスの海洋観測船。
本船は、商工業的公施設法人であるフランス国立海洋開発研究所（IFREMER）がフランス海軍と費用を折半して建造したことから、年の45％（150日）はフランス海軍の業務に、それ以外の期間はIFREMERの業務に従事している。

## 船名の由来
フランスの探検家であるジャン＝バティスト・シャルコーの乗船に由来する。一世から四世までの四隻はシャルコーの船であり、この船は同じ名前を冠する船としては五代目にあたる。
船の名前として?マークまで含めてで正式名称である。フランス語では?は最後の単語から1文字開けて記述することになっているため、この船の名前もpasと?マークの間が空いている。シャルコーは子供のころから探検家になることを夢見ていたが、それを父のジャン＝マルタン・シャルコーに反対されていて、その度に「Pourquoi Pas ?（なぜ駄目なのか？）」と繰り返し問い返していた。この問いかけはやがて彼のモットーとなり、後に念願かなって探険に従事することになった際にそれを船の名とした、という逸話がある。

## 設計
任務上、精密な操船を求められることから、バウスラスター3基とスターンスラスター1基を備えており、また自動的に船位を保持する船位保持装置（DPS）を備えているものと考えられている。
観測機器としては、下記のような装備を搭載している。
測位・地形調査
- EA 600音響測深機
- シーバット7111マルチビーム音響測深機（MBES）- 100 kHz帯
- シーバット7150マルチビーム音響測深機（MBES）- 12 kHz、24 kHz帯
- 地層探査装置（sub bottom profiler, SBP）
- SMM-II磁力計
- KSS-311重力計

環境・海象調査
- 超音波流速計（ADCP）- 38 kHz、150 kHz帯
- SBE211航走水温塩分計

6,000メートル級の深海探査艇「ノティール」およびROV「ヴィクター6000」のほか、8メートル型装載艇2隻を搭載している。艦尾甲板には25メートル×20メートルの作業スペースが確保され、艦尾には力量22トンのAフレームクレーンが設置されている。また当初計画では前甲板にヘリコプター甲板が設定されており、固有の搭載機も予定されていたが、これは後に削除された。しかしヘリコプター甲板を設置する余地は確保されている。